# Droga krajowa SS23 (Włochy)
Droga krajowa SS23 (wł. Strada Statale 23 del Colle di Sestriere) - droga krajowa w północno-zachodnich Włoszech. Droga należy do czwartej kategorii dróg krajowych i ma znaczenie głównie regionalne. Biegnąca przez Dolinę Chisone arteria stanowi alternatywny dla autostrad A32 dojazd do ośrodków narciarskich takich jak Pragelato czy Sestriere. Droga odegrała ważną komunikacyjną rolę podczas turyńskiej olimpiady łącząc Pinerolo, gdzie mieszkały niektóre ekipy sportowców z obiektami olimpijskimi. Droga jest atrakcyjna pod względem turystycznym, na wielu odcinkach tworząc serpentyny.